# Мано (Комо)
Мано је насеље у Италији у округу Комо, региону Ломбардија.
Према процени из 2011. у насељу је живело 1 становника. Насеље се налази на надморској висини од 839 м.